# Socialanalytik
Socialanalytik er et teoretisk perspektiv udviklet af den danske filosof Lars-Henrik Schmidt (f. 1953). Det er en filosofisk funderet samtidsdiagnostik. Fra begyndelsen af 1980’erne har Det Socialanalytiske Perspektiv været organiseret forskelligt. Eksempelvis som et forskningsprogram i socialanalytik ved Danmarks Pædagogiske Universitet fra (2004-2009) Der er i dag en forskningsenhed ved DPU. Socialanalytikkens ærke-kiasme er en artikulation af det sociale træfs strukturlighed som såvel konfliktuel gemenhed som gemen konfliktualitet. Mellemværendet forekommer i sin forholdsmæssighed konditioneret og disponeret. 

## Epistemologisk grundlag
Socialanalytikken er beslægtet med den form for videnskabshistorisk épistémologie, som blev udviklet i Frankrig fra Gaston Bachelard (1884-1962) og frem til bl.a. Louis Althusser (1918-1990) og Michel Foucault (1926-1984). ’Épistémologie’ skal her ikke forstås som erkendelsesteori eller videnskabsfilosofi, eller som de enkelte videnskabers metodelære. Der er ikke tale om bedømmelser af, hvad der set fra filosofiens eller enkeltvidenskabernes perspektiv er videnskabeligt, men om en tematisering af vidensfelters udviklingsmønstre, tematiseringer af forbindelseslinjerne og brudfladerne mellem det ikke- eller førvidenskabelige og så det videnskabelige inden for et som videnskab diskursiveret vidensfelt. Filosofien bliver en form for psykoanalyse af vidensfelterne og en undersøgelse af mekanismerne i vidensproduktionen. Det er produktion og reproduktionen af viden som værdi, der optager socialanalytiske perspektiv.  
Hos Althusser er der tale om en eksplicit venstrefløjspolitisk indsats, men for Schmidt, og senere socialanalytikken, er det mere et forsøg på at diagnosticere de eksisterende videnspolitiske hegemonier, som vidensproduktionen fungerer indenfor. Socialanalytikken sætter fokus på forholdet mellem viden, magt og politik, snarere end spørgsmålet om videnskabernes mulige ukorrekte ideologiske indhold, og der sker dermed en drift fra Althusser over mod Foucault (jf. Kristensen 2003). Til forskel fra Foucault, er der i det socialanalytiske projekt en forpligtelse på og refleksion over visse principper og legitimationsformer, bl.a. ”det videnskabelige arbejdes konkrete etik” (se: Schmidt 1991), som afspejler sig videre frem i den socialanalytiske bestræbelse på at tænke i et kohærent perspektiv. (Se Schmidt 2005).
Med den tidlige socialisationskritiske diskurs er der tale om en form for dialektisk kritikfigur, indbefattende et håb om forsoning, om gentilegnelsen af noget yderlig- eller fremmedgjort (jf. Schmidt 1992). Men netop dette forsoningshåb tages der imidlertid afstand fra i og med det socialanalytiske perspektiv. Socialanalytikken hviler ikke i en dialektisk filosofi, hvilket så præcist ikke implicerer, at det paralogiske er det ulogiske. Grundvilkåret er fraværet af substans, at der ikke gives noget ’udenfor’, og dermed heller ikke en gentilegnelse eller en forsoning. Det afgørende er imidlertid, at metafysiske forestillinger – forestillinger om substans, oprindelighed, umiddelbarhed etc. – i socialanalytikkens tragiske perspektiv opfattes som sociale vilkår, og at metafysikkens rum ikke lader sig afskaffe, men arves og indtages af det sociale, som dermed samtidig er betydningsvilkår. 
Den metafysikkritiske indgangsvinkel til spørgsmålet om det sociale medfører en anderledes problematiseringsform end den, der kendes fra sociologien og socialfilosofien, idet fænomenalismens diagnostik også er perspektivismeanalytik. 
Man kan sige, at socialanalytikken beror på frilæggelsen af et nyt epistemologisk grundlag i grundløsheden, hvor tendenser savner definitivitet i hensigtsmæssighed, hvad angår oprindelse og formål. Perspektivet er blevet kritiseret for dets prioritering af ’manglen’ som grundvilkår (jf. f.eks. Larsen 2003). Men socialanalytikken er netop ikke en afbildning af verden, men et teoretisk perspektiv bestående af en række fremstillingstekniske kategorier, herunder ikke mindst teoretisk-grafiske kort (jf. f.eks. Schmidt 2005). Socialanalytikken præsenterer ifølge Schmidt mistænkelige demonstrationer med reelle affekterende effekter. Schmidt beskriver således socialanalytisk samtidsdiagnostik som en demonstrativ kortlægning af teoretiske formationer, og dens vidensprocedure er hverken genese eller gyldighed, men 'gældighed'. Han pointerer kortenes formative logicitet og deres sammenhæng i forskellige gentagne med distancerede formater. Derfor trækker perspektivet ifølge Schmidt på Freuds fejlydelser, det parapraksiske moment af åbning til forskel fra teoriens idealisering af det følgerigtiges definitivitet i og med at viljen til orden producerer ny ikke-ækvivalens.
Socialanalytikken beror altså på en filosofisk interpretation af Freuds psykoanalyse (især af fænomenet overføring) samt på en distanceret gentagelse af Nietzsches tragiske filosofi

## Kritik
Socialanalytikken er af Peter Kemp blevet kritiseret for at svigte filosofiens etiske dimension i sit opgør med den dialektiske filosofi. Den socialanalytiske transmissionsteori distancerer sig dog fra etikkens udvekslingslogik ved at identificere en gentagelsesstrukturlighed i de sociale træfninger, der konstitueres uden subjekt og mål. Dermed transcenderer socialanalytikken konstitueringen af det etiske felt som en blivende fakticitet og fokuserer alternativt på en upåagtet og uartikuleret samhørighed og ikke-uenighed i værdsættelser og smag. Her udforskes den sociale amnesi i spillet mellem supression, oppression og repression. Der gives med andre ord noget mere end det etiske, der dog i selve sin bevægelighed er en del af dette mere, end det altid allerede er mere end. Hermed tilbageviser socialanalytikken i selve sit mellemværende den filosofiske etik og således også Peter Kemp.   